# Cheboygan County
Cheboygan County je okres ve státě Michigan v USA. K roku 2000 zde žilo 26 448 obyvatel. Správním městem okresu je Cheboygan, které je rovněž jeho největším městem. Celková rozloha okresu činí 2 293 km².

## Sousední okresy
| Růžice kompasu |                   | Mackinac County  |                     | Růžice kompasu |
| Růžice kompasu | Emmet County      | Sever            | Presque Isle County | Růžice kompasu |
| Růžice kompasu | Emmet County      | Cheboygan County | Presque Isle County | Růžice kompasu |
| Růžice kompasu | Emmet County      | Jih              | Presque Isle County | Růžice kompasu |
| Růžice kompasu | Charlevoix County | Otsego County    | Montmorency County  | Růžice kompasu |